# Сыдыков, Садык Сыдыкович
Садык Сыдыкович Сыдыков (7 ноября 1917, с. Саруу, Пржевальский уезд, Семиреченская область, Туркестанский край, Российская республика — 6 июля 1984, Фрунзе, Киргизская ССР, СССР) — советский киргизский хозяйственный, государственный и партийный деятель.

## Биография
Родился в 1917 году в селе Саруу. Член КПСС с 1940 года.
С 1933 года — на хозяйственной, общественной и политической работе. В 1933—1983 гг. — колхозник, председатель Саруского сельсовета, заместитель председателя, председатель колхоза, председатель Джети-Огузского райисполкома, второй секретарь Иссык-Кульского райкома КП Киргизской ССР, первый секретарь Джети-Огузского райкома КП Киргизской ССР, председатель Тянь-Шаньского облисполкома, первый секретарь Тянь-Шаньского обкома КП Киргизской ССР, управляющий делами Совета Министров Киргизской ССР, заместитель председателя Госкомтруда Киргизской ССР, первый заместитель министра соцобеспечения Киргизской ССР.
Избирался депутатом Верховного Совета Киргизской ССР.
Умер во Фрунзе в 1984 году.